# Detlef Spalt
Detlef D. Spalt (* 1952) ist ein deutscher Mathematikhistoriker und Philosoph der Mathematik.
Spalt studierte 1970 bis 1975 Mathematik an der TU Darmstadt und wurde dort 1981 bei Detlef Laugwitz promoviert (Vom Mythos der mathematischen Vernunft). und wirkte danach lange an der TU Darmstadt. Er befasst sich mit den Grundlagen der Analysis, wobei er wissenschaftshistorische und philosophische Betrachtungen kombiniert. Über die Grundlagen der Analysis schrieb er zwei Monographien. Seine Thesen sind umstritten und unorthodox (zum Beispiel wurde im Dezember 1992 seine Habilitation Die Vernunft im Cauchy-Mythos vom Fachbereich Mathematik der TH Darmstadt abgelehnt, sie erschien 1996 als Buch). Er hielt Gastvorlesungen an den Universitäten in Salzburg (mehrfach), Marburg und Frankfurt am Main (2016).
Wie sein akademischer Lehrer Laugwitz (der einer der Mitbegründer der Nichtstandardanalysis ist) vertrat er in einer Debatte (ab den 1980er Jahren) um die Grundlagen der Analysis bei Augustin-Louis Cauchy zunächst die Ansicht, dass dieser ein Vorläufer der Nichtstandardanalysis war (die Idee vertrat schon in den 1960er Jahren Abraham Robinson). Dabei ging es insbesondere um den nach üblicher Interpretation der Voraussetzung als punktweiser Konvergenz fehlerhaften Cauchyschen Summensatz in dessen Cours d’Analyse von 1821 (siehe Gleichmäßige Konvergenz). Nimmt man an, dass Cauchy, der unendliche kleine Größen explizit in seinem Cours d’Analyse einführt, statt des reellen Zahlbereichs zusätzlich im Sinn der Nichtstandardanalysis infinitesimal benachbarte Nichtstandardwerte betrachtet, ist das äquivalent mit der Voraussetzung gleichmäßiger Konvergenz in der üblichen Analysis.
In seiner Dissertation von 1981 baute Spalt die These aus, der Cauchysche Summensatz wäre mit der Laugwitzschen Version der Nichtstandardanalysis rettbar. Dem folgte auch Laugwitz mit mehreren Modifikationen. Später kam Spalt jedoch zu dem Schluss, dass Cauchy in seiner Zeit (und erst Recht seine Mathematiker-Zeitgenossen) die logischen Grundlagen für die Anwendung der Nichtstandardanalysis im modernen Sinn fehlten (ob nach Robinson oder Laugwitz). In einem Aufsatz von 2002 (Cauchys Kontinuum) interpretiert er Cauchys Beweis so, dass dieser das benutzte, was Constantin Carathéodory später stetige Konvergenz nannte (aus der die gleichmäßige Konvergenz folgt). Sein Funktionsbegriff wich nach Spalt radikal von dem seiner Vorgänger im 18. Jahrhundert wie Euler ab und beschrieb ein ausgedehntes Objekt (den Funktionswert), der von einem anderen ausgedehnten Objekt (der Veränderlichen) abhing. Damit unterschied sich Cauchy nach Spalt auch grundsätzlich von den Auffassungen seiner Zeitgenossen und blieb damals wie später unverstanden. Mit der Weierstraß-Schule setzte nach Spalt eine Kodifizierung einer allgemein anerkannten Analysis-Version ein, die die zuvor bestehende Vielfalt ablöste und die Interpretation der Mathematikgeschichte erschwerte.
In einer 2015 erschienenen Monographie dehnt er seine quellennahe begriffsgeschichtliche Untersuchung der Geschichte der Analysis bis in deren Anfangsjahre im 17. Jahrhundert (René Descartes, Isaac Newton, Gottfried Wilhelm Leibniz) und deren Entfaltung im 18. Jahrhundert aus (Johann I Bernoulli, Euler, Lagrange), behandelt aber auch ausführlich nochmals das 19. Jahrhundert (Bolzano, Cauchy, Riemann, Weierstraß, Cantor u. a.).

## Schriften
- mit Laugwitz: Another View of Cauchy’s Theorem on convergent series of functions – An essay on the methodology of historiography in mathematics, TH Darmstadt: 1988
- Herausgeber: Rechnen mit dem Unendlichen. Beiträge zur Entwicklung eines kontroversen Gegenstandes, Springer 1990
  - darin von Spalt die Einleitung und: Die unendliche Zahlenmenge im Wandel von Bolzano zur Mengenlehre -oder: Cantor als Vater der bürgerlichen Mathematik.
- Bolzanos Lehre von den meßbaren Zahlen 1830–1989, Archive for History of Exact Sciences, Band 42, 1991, S. 15–70
- Die mathematischen und philosophischen Grundlagen des Weierstraßschen Zahlbegriffs zwischen Bolzano und Cantor, Archive for History of Exact Sciences, Band 41, 1991, S. 311–362
- Exaktheit als Konstante, Begriffe im Wandel des mathematischen Denkens. Zur Analysis im 19. und 20. Jahrhundert, in: Czermak (Hrsg.), Philosophie der Mathematik. Akten des 15. Internationalen Wittgenstein-Symposiums Teil 1, Wien 1993, S. 45–59
- Die Vernunft im Cauchy-Mythos. Harri Deutsch, Frankfurt am Main 1996
- Curt Schmieden’s Non-standard Analysis – A Method of Dissolving the Standard Paradoxes of Analysis, Centaurus, Band 43, 2001, S. 137–175
- Cauchys Kontinuum. Eine historiographische Annäherung via Cauchys Summensatz, Arch. Hist. Exact Sci., Band 56, 2002, S. 285–338
- Welche Funktionsbegriffe gab Leonhard Euler?, Historia Mathematica, Band 38, 2011, S. 485–505.
- Die Einführung des Wertbegriffs in die Analysis oder die Konstituierung der Differenzial- und Integralrechnung als mathematische Lehre, Archives Internationales d’Histoire des Sciences, Band 65, 2015, S. 117–193
- Die Analysis im Wandel und im Widerstreit. Eine Formierungsgeschichte ihrer Grundbegriffe, Verlag Karl Alber 2015[3]
- Eine kurze Geschichte der Analysis. Für Mathematiker und Philosophen, Springer, 2019.
- Die Grundlegung der Analysis durch Karl Weierstraß, Springer Spektrum, 2022.